# Hohenholz (Krackow)
Hohenholz ist ein Ortsteil der Gemeinde Krackow des Amtes Löcknitz-Penkun im Landkreis Vorpommern-Greifswald in Mecklenburg-Vorpommern.

## Geographie
Der Ort liegt drei Kilometer ostnordöstlich von Krackow. Die Nachbarorte sind Lebehn und Kyritz im Nordosten, Nadrensee im Südosten, Schuckmannshöhe und Krackow im Südwesten sowie Streithof und Glasow im Nordwesten.

## Geschichte
1280 fand die Familie der Ritter Eickstedt urkundlich zuerst ihre Erwähnung in Hohenholz. Zuvor wurde Hinricus de Ekstedte bei der Errichtung der St.-Jacobi-Kirche in Stettin genannt. Und so prägte jahrhundertelang durchweg die Geschichte des Gutes Hohenholz auch die Ortshistorie. Hohenholz hatte vorweg noch den Status eines Vorwerkes, Hauptsitz war um 1600 noch das Gut Rothenklempenow. 1655 bestand ein Teil von Hohenholz aus dem Gutsvorwerk, 8 Ritterhufen, einem besetzten Bauernhof, einem wüsten Hof und einem wüsten Kossätenhof. Die Hohenholzer Besitzer aus der Familie von Eickstedt dienten lange in Schwedischen Diensten, als Königlicher Rat, beim Militär und begannen hier über einige Generationen die Tradition der Titulatur eines Erb-Kämmerers des Herzogtum Vorpommern aus.
Im Jahre 1817 erfolgte die preußische Namen- und Wappenvereinigung Eickstedt-Peterswaldt und 1840 den Grafenstand für Preußen nach dem Recht der Erstgeburt, der Primogenitur. Nur der Erstgeborene trug den Grafentitel. Dies war geknüpft an das Besitztum auf Hohenholz und dem dazugehörigen Rothenklempenow, beides für Karl Ludwig Friedrich von Eickstedt-Peterswaldt. Hohenholz war aus dieser Zeit ein Familienfideikommiss, eine oft auf Stiftungsrecht basierende Regelung zur Erbfolge, in allererster Linie zur Sicherung des Gutsbesitzes. Friedrich Graf Eickstedt übte wichtige Ämter aus. Er war vormals Oberlandesgerichtsrat a. D., dann der Generallandschaftsdirektor, also höchster Beamter der Ritterschaft, sowie wie die Vorfahren Erb-Kämmerer in Pommern.
Sein Enkel Karl Graf Eickstedt (1834–1885) auf Hohenholz, Rittmeister a. D. und Rechtsritter des Johanniterordens, war zweimal verheiratet, zuerst mit Marie von Rohr-Holzhausen, dann mit Christa von Eisendecher. Die drei Töchter aus erster Ehe liierten sich mit namhaften Persönlichkeiten. Maria mit dem Politiker Friedrich Wilhelm von der Osten, Luise mit dem Vizeadmiral Karl von Eisendecher und Agnes mit Oberst Bruno Graf Schwerin. Das Erbe trat der Sohn aus zweiter Ehe an, Ernst Graf Eickstedt-Peterswaldt (1869–1931). Er trug in Tradition den Ehrentitel eines Erbküchenmeisters von Alt-Vorpommern und galt als finanziell sehr gut situiert.
Von 1899 bis 1945 hatte Hohenholz eine Bahnstation an der Kleinbahn Casekow–Penkun–Oder.
Letzter Gutsbesitzer auf Hohenholz war Vivigenz Ernst Graf von Eickstedt-Peterswaldt (1904–1977), der den Künstlernamen Vivigenz Eickstedt in Kurzformat trug und bis 1939 auch als Schauspieler agierte. Graf von Eickstedt-Peterswaldt erbte den Besitz 1931. Ihm gehörten in der Stammsitz Hohenholz mit 1012 ha und ein Restgut in Rothenklempenow, verpachtet an die Weidegenossenschaft mbH mit 376 ha. In Brandenburg waren es die Besitzungen um Eichstedt mit Rollberg. Er war beim Militär und heiratete 1939 in erster Ehe in Berlin die Schwedin Maylis (May Lis) Lüning, diese Ehe wurde 1956 in Johannesburg geschieden. 1957 ehelichte er die englische Staatsbürgerin June Press. Bis zu den Enteignungen der Bodenreform war er Eigentümer mehrerer Güter. Graf Eickstedt war dann Leutnant a. D. Eickstedt lebte nach 1945 viele Jahre in Südafrika und betrieb dort den Count Eickstedt. Er wirkte als Verkaufsleiter, war Mitglied des Familienrates seines Adelsgeschlechts. Nähere Erkenntnisse liegen nicht vor.
|  |  |